# Euploea mitra
Euploea mitra је инсект из реда лептира (лат. Lepidoptera) и породице шаренаца (лат. Nymphalidae).

## Распрострањење
Ареал врсте је ограничен на једну државу. Сејшели су једино познато природно станиште врсте.

## Угроженост
Ова врста се сматра угроженом.